# Bertah
Bertah is een bestuurslaag in het regentschap Karo van de provincie Noord-Sumatra, Indonesië. Bertah telt 273 inwoners (volkstelling 2010).